# Mangjŏngdägujŏk
Obvod Mangjŏngdägujŏk (korejsky 만경대구역) je jeden z městských obvodů Pchjongjangu, hlavního města Severní Korey. Nachází se na západě města. Hraničí s následujícími obvody: na severu s Hjŏngdžesangujŏkem, na východě přes řeku Potchong s Potchongganggujŏkem a Pchjŏngčchŏngujŏkem, na jihu přes Tedong s Rangnanggujŏkem.
Mezi významné budovy v obvodě patří Pchjongjangský cirkus.
Z hlediska korejského režimu je Mangjŏngdä významné jako údajné rodiště Kim Ir-sena.